# Сен-Бар
Сен-Бар (фр. Saint-Bard, окс. Sent Bard) — коммуна во Франции, находится в регионе Лимузен. Департамент коммуны — Крёз. Входит в состав кантона Крок. Округ коммуны — Обюссон.
Код INSEE коммуны — 23184.

## Население
Население коммуны на 2010 год составляло 106 человек.
| 1962 | 1968 | 1975 | 1982 | 1990 | 1999 | 2010 |
| ---- | ---- | ---- | ---- | ---- | ---- | ---- |
| 152  | 142  | 133  | 114  | 117  | 101  | 106  |

## Экономика
В 2010 году среди 58 человек трудоспособного возраста (15—64 лет) 43 были экономически активными, 15 — неактивными (показатель активности — 74,1 %, в 1999 году было 77,8 %). Из 43 активных жителей работали 43 человека (27 мужчин и 16 женщин), безработных не было. Среди 15 неактивных 4 человека были учениками или студентами, 6 — пенсионерами, 5 были неактивными по другим причинам.